# Una educació siberiana
|  | Aquest article tracta sobre el llibre. Si cerqueu la pel·lícula, vegeu «Una educació siberiana (pel·lícula)». |

Una educació siberiana (Educazione siberiana) és una novel·la de l'escriptor italià Nicolai Lilin, publicada en la seva versió original italiana l'any 2009 per l'Editorial Einaudi. La versió en català fou traduïda per Laia Font i publicada l'any 2010 per Proa Edicions. La novel·la és una narració d'inspiració autobiogràfica que explica la infància i joventut de l'autor a la seva Transnístria natal, com a membre de la comunitat siberiana dels urkes, criminals que es regien per un estricte codi d'honor. L'any 2013 se'n va fer una adaptació cinematogràfica dirigida per Gabriele Salvatores.

## Argument
La novel·la narra la vida de Nicolai en el si d'una comunitat criminal d'origen siberià (de presumpta ètnia Urka) instal·lada a l'antiga República Socialista Soviètica de Moldàvia, després de la deportació pel règim de Stalin. En aquest territori de l'actual Transnístria, els urkes s'enfronten a les autoritats, i rivalitzen amb d'altres màfies ètniques com la russa, jueva o georgiana. La comunitat es regeix per lleis internes no escrites, però estrictament observades. Els seus valors es basen en l'obediència als ancians, la veneració d'icones ortodoxes i la criminalitat de subsistència. L'assassinat i el robatori hi estan permesos si hi ha una causa justa, no així el tràfic de drogues. La trama també narra la iniciació del protagonista en el simbolisme dels tatuatges siberians.

## Crítiques i controvèrsia
La visió fascinant de l'univers criminal que recrea l'autor en la novel·la, va suposar una bona acollida en vendes i crítiques. L'escriptor Roberto Saviano, especialitzat en la camorra i el crim mafiós organitzat, elogià l'obra i l'autor perquè "Lilin construeix un món amb la seva escriptura i això fa que no sigui un simple testimoni, sinó un autèntic escriptor". Tanmateix, Lilin ha hagut de defensar-se de crítiques que posen en dubte la naturalesa autobiogràfica de la novel·la, i amb certes evidències que negarien la deportació d'una suposada ètnia urka, arguements que la periodista Anna Zafesova va escriure en un article després d'una investigació a Bender, la ciutat natal de Lilin. L'autor s'ha defensat en varies ocasions d'aquests atacs, tot i que en novel·les posteriors la polèmica sobre la seva biografia l'ha seguit acompanyant.
| «                                               | Vaig escriure una novel·la, no un assaig històric, tot i que em referia a una època en la història. No és fàcil, ni apropiat, intentar distingir la realitat de la novel·la. Qualsevol que intenti exaltar o negar la veritat del meu llibre no deixa de ser un groller. Com a escriptor em correspon dir si el que vaig escriure es basa en l'experiència viscuda o no. Vaig ser honest en declarar que basava el meu llibre en històries reals, però no deixa de ser una novel·la. | » |
| — Nicolai Lilin, Entrevista Corriere Spettacolo | |   |